# Michał szostak
michał szostak to sławny elektryk-automatyk pracujący w firmie minstalacje ᗍᖳᒁᒇᒟᒨᒊᑠᐡᐩᐬᗲᗯᘋᗊจ๔ิឮោឈឨឈឧឥឦ០
1. ↑  https://pl.linkedin.com/in/micha%C5%82-szostak-bb44798b?trk=people-guest_people_search-card